# Hans Flemming (Luftschiffer)

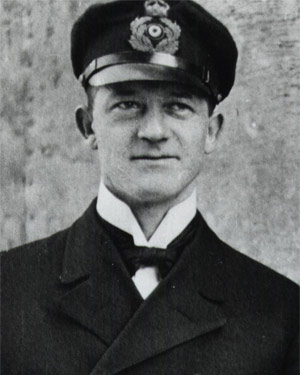
Kapitänleutnant Hans Curt Flemming

Hans Curt Flemming (* 30. November 1886 in Stettin; † 15. Februar 1935 in Weingarten) war ein deutscher Luftschiffer.

## Leben
Hans Flemming war der Sohn des Stettiner Großkaufmanns Amandus Ferdinand Wilhelm Flemming und seiner Frau Hedwig Bally. Der Vater starb sehr früh. Er besuchte das Stettiner Schiller-Realgymnasium und legte im Herbst 1906 die Reifeprüfung ab. Danach arbeitete er ein halbes Jahr auf der Nüscke-Werft in Stettin, um dann am 3. April 1907 als Seekadett in die Kaiserliche Marine einzutreten. 1910 erfolgte die Beförderung zum Leutnant, 1913 zum Oberleutnant zur See. Flemming nahm auf dem Kleinen Kreuzer Stettin an der Skagerrakschlacht teil.
Im November wurde er zur Ausbildung an die Flugschule in Nordholz kommandiert, deren Chefinstrukteur Hugo Eckener war. Hier nahm die bis zum Tode Flemmings andauernde Freundschaft der beiden ihren Anfang. Flemming wurde bald zum Führer eines Luftschiffes ernannt. Im März 1917 erhielt er das Zeugnis als Luftschiffkommandant und wurde im Juli zum Kapitänleutnant befördert. Im Angriff auf England stellte er mit dem „L 55“ – um feindlichen Flugzeugen auszuweichen – den damaligen Welthöhenrekord mit 7650 m (−30 °C) auf. Danach wurde er Kommandant des „L 60“. Nach dessen Zerstörung war er bis zum Ende des Krieges Marine-Versuchs-Luftschiffkommandant.
Im September 1919 holte ihn Eckener als Führer des Luftschiffes „Bodensee“ nach Friedrichshafen. Die „Bodensee“ lieferte er am 3. Juli 1921 als Reparationsluftschiff an Italien ab. Im Oktober 1924 lieferte er den „ZR III“ als Reparation an Amerika.
Am 4. Dezember 1919 heiratete er seine Lebensgefährtin Lisa Meister aus Misdroy. Am 21. August 1920 ging aus der Ehe ihr Sohn Jürgen Flemming hervor. Durch diesen war er der Großvater des Mikrobiologen Hans-Curt Flemming, den er durch seinen frühen Tod jedoch nie kennenlernte.
Auf der großen Amerikafahrt des „Grafen Zeppelin“ im Oktober 1928, an der er mit Eckener zusammen als Führer teilnahm, legte er in 112 Stunden 9926 km zurück. Im März 1929 folgte ein Orientflug, im August/Dezember 1929 der Flug um die Welt, im Mai/Juni 1930 die erste Südamerikafahrt, im Juli 1931 die Arktisfahrt. Mit dem LZ Graf Zeppelin führte er 55 Reisen durch.
Unter schweren körperlichen Schmerzen hielt er noch seine letzte Fahrperiode 1934 durch. Er starb an den Folgen einer Darmoperation im Weingartener Krankenhaus im Alter von 48 Jahren und wurde in Friedrichshafen begraben.

## Würdigung
Im Aeronauticum in Nordholz gibt es eine Hans-Curt-Flemming-Ausstellung aus dem Nachlass von Hans-Curt Flemming.